# غوفر جسيم
غوفر جسيم (الاسم العلمي:Orthogeomys grandis) هو نوع من الحيوانات يتبع جنس غوفر مستقيم من فصيلة الغوفرية.